# Megaciella tibiellifera
Megaciella tibiellifera är en svampdjursart som först beskrevs av Ridley 1884.  Megaciella tibiellifera ingår i släktet Megaciella och familjen Acarnidae. Inga underarter finns listade i Catalogue of Life.